# منابع انسانی

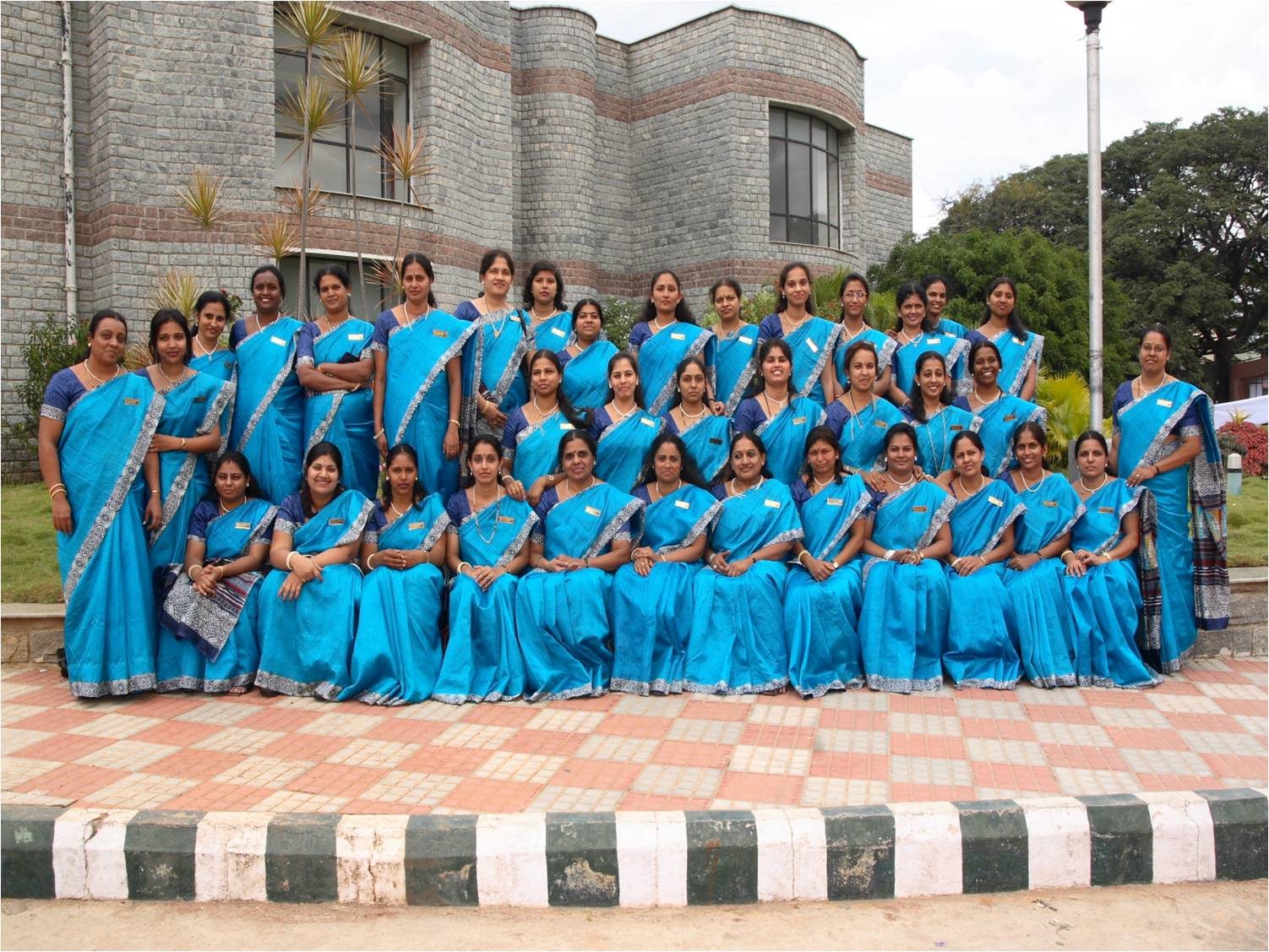
کارکنان یک مدرسه در هند

منابع انسانی (HR)، مجموعه‌ای از افراد هستند که نیروی کار یک سازمان بازرگانی، صنعتی، عمومی و غیره را تشکیل می‌دهند. از اصطلاحات مشابه می‌توان به نیروی کار یا کارکنان اشاره کرد.
بخش منابع انسانی یک سازمان، امور مدیریت منابع انسانی، نظارت بر جنبه‌های مختلف استخدام، مانند رعایت قانون کار و استانداردهای، مصاحبه و گزینش، مدیریت عملکرد، و مدیریت کارمندان را انجام می‌دهد. این بخش به عنوان رابط بین مدیریت یک سازمان و کارکنان آن عمل می‌کند.
ویلیام تریسی، در واژه‌نامه منابع انسانی Human Resources (HR)، منابع انسانی را به عنوان «افرادی که کار می‌کنند و سازمان را به فعالیت می‌اندازند» تعریف می‌کند. منبع انسانی یک فرد یا کارمند درون سازمان است.
مدیریت منابع انسانی نیز به فعالیت‌هایی اشاره دارد که باعث می‌شود کارمندان که به عنوان سرمایه یک سازمان محسوب می‌شوند، در محیطی سالم و انگیزاننده کار کنند، بهره‌وری آن‌ها افزایش یابد و در راستای اهداف سازمان حرکت کنند.

## تاریخچه منابع انسانی
جان کامنز (John R. Commons)، اقتصاددان پیشرو، برای اولین بار اصطلاح «منابع انسانی» را در کتاب خود «توزیع ثروت» که در سال ۱۸۹۳ منتشر شد، به کار برد؛ و این اصطلاح تا قرن نوزدهم به روابط بین کارمند و کارفرما گسترش یافت. کارکنان یا پرسنل یک مؤسسه یا شرکت به گروه یا افرادی گویند که در استخدام آن مؤسسه بوده و می‌توانند به ازای کار خود دستمزد دریافت کرده یا نکنند. ارتباط کارکنان با محل کارشان انواع مختلفی دارد مانند استخدام رسمی، استخدام پیمانی، قرارداد ساعتی، قرارداد پیمانکاری، روزمزد، مشارکتی یا درصدی و …
human resource به معنی منابع انسانی است که بخش مهمی از مباحث مدیریت سازمان محسوب می‌گردد. نحوه مصاحبه و استخدام، نحوه مدیریت پرسنل، موارد انگیزشی یا تنبیهی در این مبحث جای می‌گیرد. در واقع یکی از پایه‌های موفقیت یک سازمان منابع انسانی است که به دلیل اهمیت این موضوع رشته دانشگاهی با عنوان مدیریت منابع انسانی در تمام دانشگاه‌های معتبر تعریف شده است.

## شرح وظایف مدیر منابع انسانی
تحقیقات نشان می‌دهد که، شش فعالیت کلیدی مرتبط با افراد شناخته شده است که منابع انسانی باید به‌طور مؤثر برای ارزش افزوده یک شرکت به آن توجه کنند.
این شش فعالیت به شرح زیر هستند:
1. مدیریت مؤثر و مبتنی بر افراد
2. ارزیابی عملکرد(performance evaluation)
3. گسترش مواردی که عملکرد فردی و سازمانی را ارتقا می‌دهد.
4. افزایش نوآوری، خلاقیت و انعطاف‌پذیری لازم برای افزایش رقابت.
5. اعمال رویکردهای جدید در طراحی فرایند کار، برنامه‌ریزی، توسعه حرفه‌ای و تحرکات بین سازمانی.
6. مدیریت پیاده‌سازی و ادغام فناوری از طریق بهبود کارایی، آموزش و ارتباط با کارکنان.

## طرح منابع انسانی (HRP) چیست؟
طرح منابع انسانی روشی از برنامه‌ریزی است که طی آن شرکت میزان تأثیر در موفقیت کارکنان یا مشتریان در رسیدن به اهداف و نیازهایشان در آن کسب و کار را اندازه‌گیری می‌کند؛ این طرح وجود افراد مناسب و فاقد هرگونه کوتاهی یا توانمندی بیش از حد مورد نیاز برای شرکت را تضمین می‌کند.
طرح HR همهٔ جوانب مدیریت کارکنان از استخدام تا آموزش و هر روند مورد نیاز دیگری را در برمی‌گیرد؛ مهم‌تر آن که به شرکت این موقعیت را می‌دهد تا مشکلات خود را در رابطه با کارکنان با آن‌ها در میان بگذارد و به این طریق از حرفهٔ خود رضایت بیشتری داشته باشد.

### مزایای استفاده از طرح منابع انسانی
- حفظ استعدادهای درخشان
- تأمین نیروی انسانی مورد نیاز برای سازمان
- تضمین مناسب بودن افراد استخدام شده
- کارآموزی کارمندان
- مدیریت کارمندان
- تسهیل برنامه‌های توسعه
- کنار آمدن با تغییرات